# Gigondas
Gigondas – miejscowość i gmina we Francji, w regionie Prowansja-Alpy-Lazurowe Wybrzeże, w departamencie Vaucluse.
Według danych na rok 1990 gminę zamieszkiwały 612 osoby, a gęstość zaludnienia wynosiła 23 osoby/km² (wśród 963 gmin regionu Prowansja-Alpy-W. Lazurowe Gigondas plasuje się na 457. miejscu pod względem liczby ludności, natomiast pod względem powierzchni na miejscu 383.).

## Współpraca
Miejscowość partnerska:
- Anderlues, Belgia